# 國道6號 (芬蘭)
國道6號（芬蘭語：Valtatie 6）是一條縱貫芬蘭東部的公路，連接南部洛維薩和中北部的卡亞尼。全長604公里。呈半環狀，穿過卡累利阿地區。

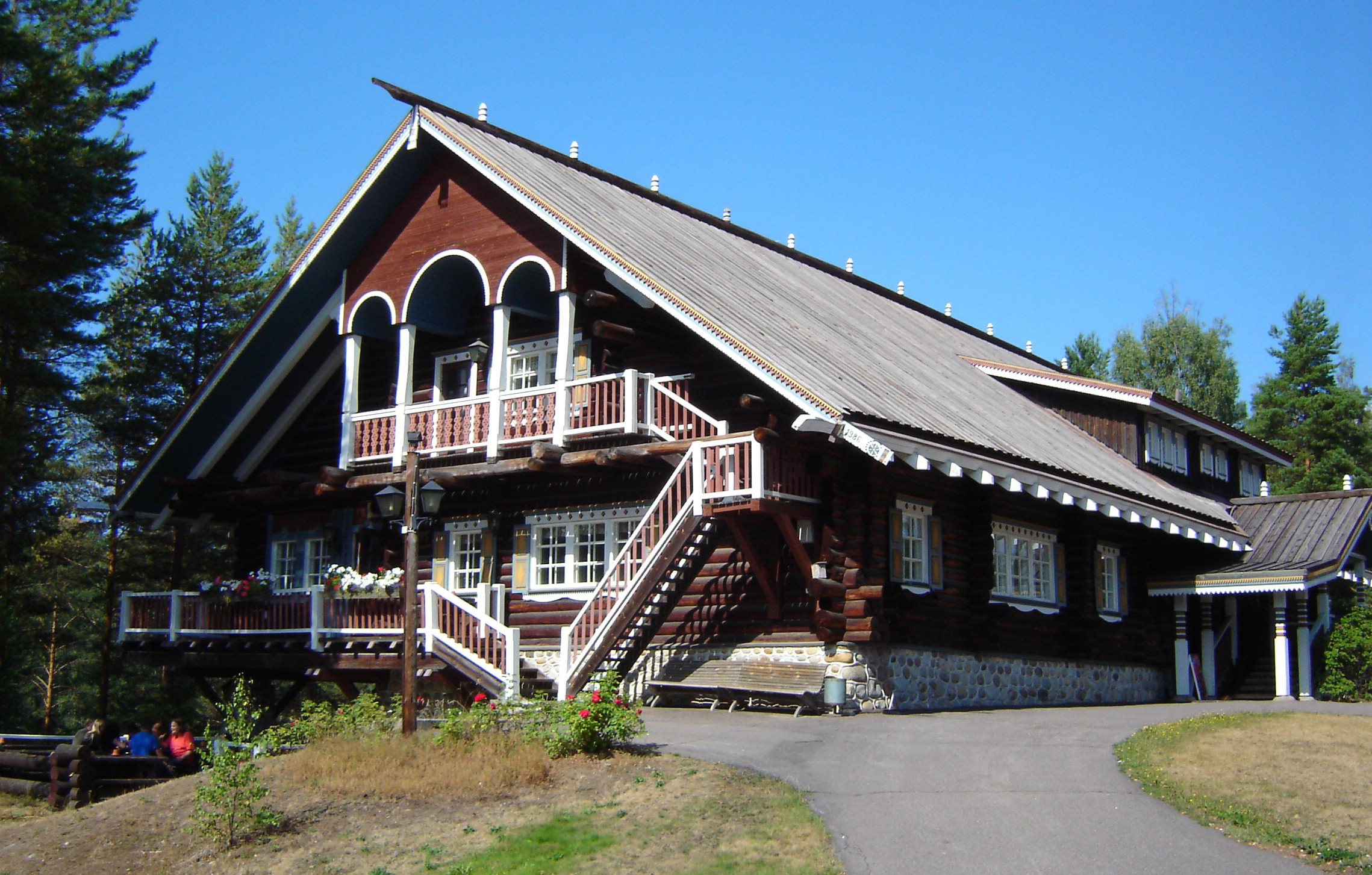
位于国道6号旁帕里卡拉市镇里的凯格内（Kägöne）旅馆及餐馆